# فلسفه فرانسه
فلسفه فرانسه (انگلیسی: French philosophy)، که در این‌جا به معنای فلسفه در زبان فرانسوی تلقی می‌شود، بسیار متنوع بوده و قرن‌ها بر کل فلسفه غرب تأثیر گذاشته‌است، از مکتب‌شناسی قرون وسطایی پیر آبلار، تا پایه‌گذاری فلسفه مدرن توسط رنه دکارت، تا فلسفه علم، اگزیستانسیالیسم، پدیدارشناسی، ساختارگرایی و پست مدرنیسم در قرن بیستم.

## دوره قرون وسطی

### پیر آبلار

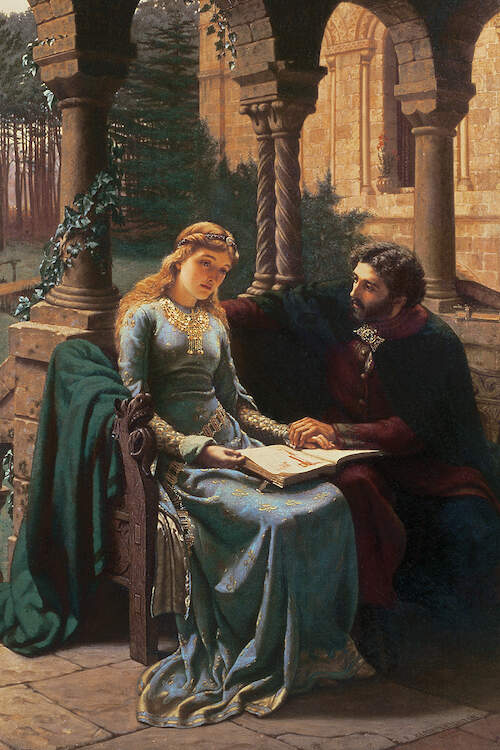
آبلار با هلوییز

پیر آبلار (۱۰۷۹–۲۱ آوریل ۱۱۴۲) فیلسوف، الهی‌دان و منطق‌دان بود. داستان رابطه و عشق او با هلوییز افسانه‌ای شده‌است. دیکشنری بیوگرافی چمبرز او را به‌عنوان «متفکرترین شخصیت و جسورترین متکلم قرن دوازدهم» توصیف می‌کند.
اهمیت کلی آبلار در این است که او با قاطعیت‌تر از هرکسی قبل از خود، شیوهٔ مکتبی فلسفه‌ورزی را با هدف ارائه بیانی رسمی عقلانی به آموزه‌های کلیسایی تثبیت کرده‌است. هر چه‌قدر هم که تفسیرهای خاص او محکوم شده باشد، اما با همان روحی که طرح کلی فکری پس از آن در قرن سیزدهم با تأیید سران کلیسا تشریح شد، در نظر گرفته شد.
او به تثبیت اقتدار فلسفی ارسطو کمک کرد که در نیم قرن پس از مرگ او استوار شد. در این زمان بود که ارغنون کامل شده و به تدریج سایر آثار متفکر یونانی برای اولین بار در مدارس موجود شد. قبل از زمان او اقتدار افلاطون اساس رئالیسم غالب بود. (در مورد به اصطلاح مفهوم‌گرایی و نگرش او به مسئله جهانی‌ها، به اسکولاستیک مراجعه کنید)

## قرن شانزدهم

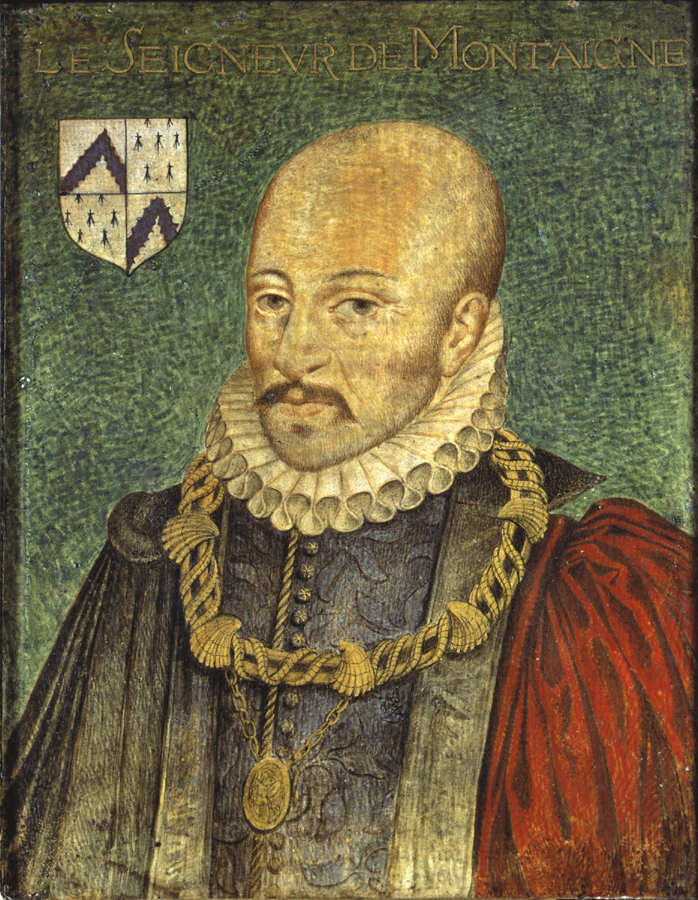
مونتن پدر روحیه ضد انطباق فرانسوی شد.

میشل ایکوم دو مونتی (۱۵۳۳–۱۵۹۲) ممکن است کاتولیک بوده باشد، اما مواضعی ضد دگماتیک، او را به پدر روحیه ضد انطباق فرانسوی تبدیل کرد. کار او شامل آزمایش‌های کوچکی برای افکارش است که مملو از حکایات زندگی‌نامه‌ای و گاه‌به‌گاه است. قصد او از مقالات این بود که چیزی به یادگار بگذارد که خانواده او را به خاطر بسپارند. او اولین کسی بود که از واژه مقالات استفاده کرد و نوشته‌هایش بر شکسپیر، روسو و نیچه بسیار تأثیرگذار بود. شکاکیت فلسفی پیرهونی او که در شعار شخصی او یعنی «چه می‌دانم؟» (?Que sais-je)، به‌عنوان یکی از کاتالیزورهای آثار رنه دکارت عمل کرد.

## قرن هفدهم

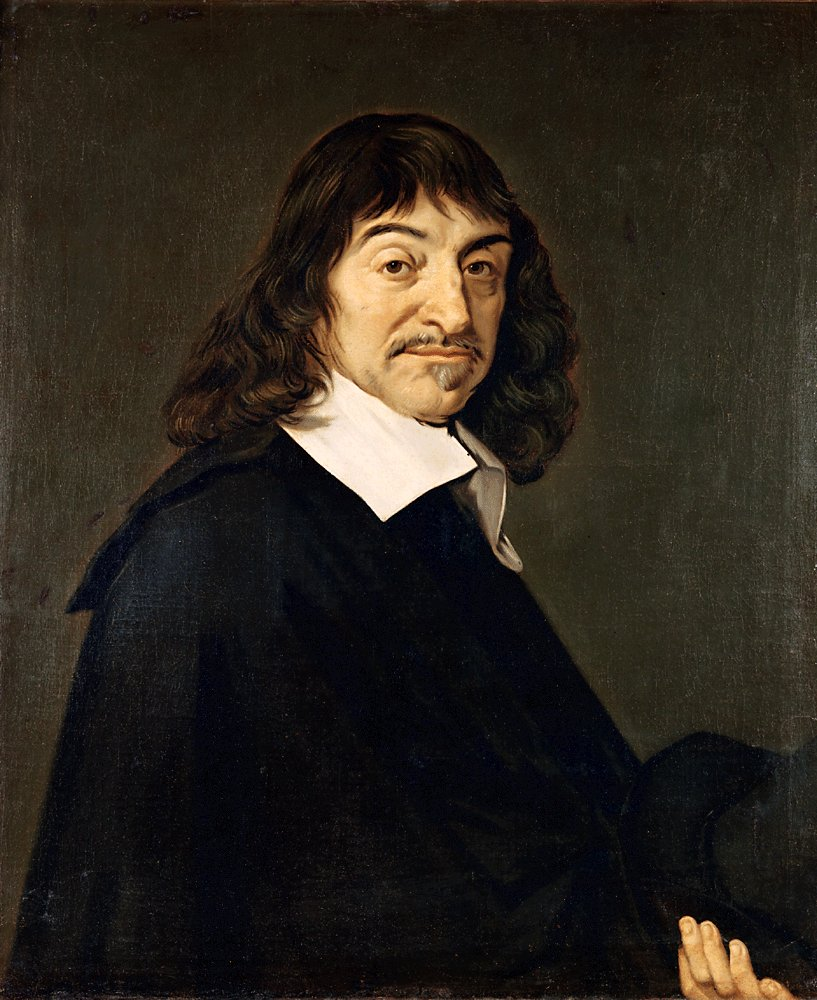
رنه دکارت را بنیان‌گذار فلسفه مدرن می‌دانند.

فلسفه مدرن در فرانسه با فلسفه رنه دکارت (۱۵۹۶–۱۶۵۰) آغاز شد. تأملات در فلسفه اولی، موضوع اصلی تفکر فلسفی او را از هستی‌شناسی به معرفت‌شناسی تغییر داد و بر جزم‌گرایی ارسطویی که در فلسفه از اسکولاستیک به ارث رسیده بود، که شکل غالب تفکر در قرن‌های قبل بود، غلبه کرد، درحالی‌که به‍طور هم‌زمان برخی از اساسی‌ترین مشکلات را برای نسل‌های آینده فیلسوف به‌وجود آورد.

### رنه دکارت
رنه دکارت نگران عدم قطعیت در علوم، و شک و تردید رادیکالی بود که با انتشار سکستوس امپریکوس در سراسر اروپا گسترش یافت. دکارت خواستار یافتن زمینی غیرقابل انکار بود که بتوان همه علوم را روی آن قرار داد و به تدریج بنا کرد؛ بنابراین او هر چیزی را که نامطمئن به‌نظر می‌رسید را رد کرد و تصمیم گرفت فقط دانش آپدیسیتی را به‌عنوان حقیقت بپذیرد.
دکارت پس از استناد به امکان وجود یک فریبکار قادر مطلق برای رد دنیای بیرونی، از اطلاعاتی که از حواس، ریاضیات و منطق به او داده می‌شود، دریافت که حداقل یک چیز را می‌توان به‌طور قطعی شناخت؛ اگر شک داشته باشد، پس باید وجود داشته باشد؛ بنابراین می‌اندیشم پس هستم (Cogito Ergo Sum) اولین اصل دکارتی شد.
دکارت سپس ادعا کرد که چون کوگیتو (Cogito) را از طریق درک واضح و متمایز آن کشف کرده، هر چیزی که بتواند به‌وضوح و مشخص درک کند باید درست باشد. سپس استدلال کرد که می‌تواند موجودی نامتناهی را تصور کند، اما موجودات متناهی نمی‌توانند ایده‌های نامتناهی تولید کنند و از این رو یک موجود نامتناهی باید این ایده را در ذهن او قرار داده باشد. او از این برهان، که برهان هستی‌شناختی شناخته می‌شود، استفاده می‌کند تا وجود خدای خیرخواه را به‌عنوان پایه‌ای غیرقابل تردید که همه علوم را ممکن می‌سازد، استدلال کند. بسیاری از مردم نیات دکارت را تحسین می‌کردند، اما از این راه حل ناراضی بودند. برخی او را به دایره‌گرایی متهم می‌کنند و معتقدند که استدلال هستی‌شناختی او از تعریف او از حقیقت به‌عنوان یک مقدمه استفاده می‌کند، درحالی‌که اثبات تعریف او از حقیقت از استدلال هستی‌شناختی او به‌عنوان مقدمه استفاده می‌کند. از این رو مشکلات خودتنهاانگاری، حقیقت و وجود جهان بیرونی بر اندیشه غربی قرن هفدهم غالب شد.
مشکل دیگر، از دوگانگی جوهری دکارت ناشی می‌شود. از نظر دکارت، جوهر چیزی است که می‌تواند مستقل از هر چیز دیگری تصور شود و مستقل از هر چیز دیگری وجود داشته باشد. از آن‌جایی که دکارت در هنگام شک در هر چیز نامطمئن، ذهن را مستقل از هر چیز دیگری تصور می‌کرد، و از آن‌جا که اگر می‌خواست خدا بتواند جهانی را ایجاد کند که در آن فقط ذهن وجود داشته باشد، ذهن را جوهری متفاوت از جسم تعریف کرد. از نظر دکارت، ذهن جوهری توسعه‌نیافته و بدن جوهری توسعه‌یافته تعریف شده‌است. او این سؤال اساسی را مطرح کرد که چگونه ممکن است ذهن و بدن با یکدیگر تعامل داشته باشند.

### نیکلا مالبرانش
یک راه‌حل برای مشکل ذهن و جسم توسط نیکلا مالبرانش (۱۶۳۸–۱۷۱۵) ارائه شد. مالبرانش معتقد بود که مواد ایجاد شده از نوع متفاوت نمی‌توانند با یکدیگر تعامل داشته باشند. در واقع، او معتقد بود که موادی از یک نوع نیز، نمی‌توانند برهم‌کنش داشته باشند، زیرا هیچ علت ضروری قابل درک نیست. سپس او پیشنهاد می‌کند که این خداست (جوهری غیر مخلوق)، که آن را به‌وجود می‌آورد که هر بار که یک «علت» را درک کرد، یک «معلول» را نیز درک کرد. از این رو این دکترین مقارنه‌گرایی نامیده می‌شود.
مالبرانش در زمان خود مشهور و مورد تجلیل بود، اما بعدتر به چهره‌ای مبهم در تاریخ فلسفه غرب تبدیل شده‌است. فلسفه او مشکل علیت اسپینوزا و هیوم را تحت تأثیر گاه‌گرایی قرار داد. این امکان وجود دارد که مالبرانش بر جورج براکلی نیز تأثیر گذاشته باشد.

## قرن هجدهم

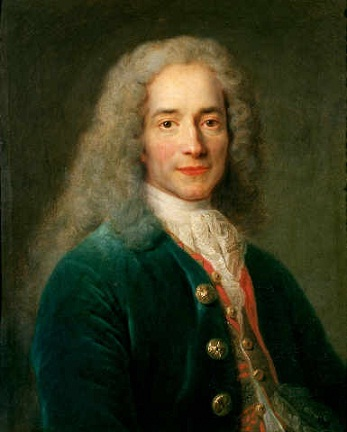
ولتر به تجسم روشن‌گری آمد.

فلسفه فرانسه در قرن هجدهم عمیقاً سیاسی بود. به‌شدت با اصول عصر روشن‌گری آغشته بود و بسیاری از فیلسوفان منتقد کلیسا و دولت و مروج عقلانیت و پیشرفت شدند. این فیلسوفان بعدتر تأثیر عمیقی بر سیاست و ایدئولوژی فرانسه و آمریکا گذاشتند.
شارل دو سکندات، بارون دو مونتسکیو (۱۶۸۹–۱۷۵۵) مفسر اجتماعی و فیلسوف سیاسی بود. نظریه‌های او عمیقاً بر بنیان‌گذاران آمریکا تأثیر گذاشت. اعتقاد او به تفکیک قوای ایالتی به قوه مقننه، مجریه و قضاییه، اساس تفکیک قوا را بر اساس قانون اساسی ایالات متحده تشکیل داد. در کتاب روح قوانین، مونتسکیو این دیدگاه را بیان کرد که انسان و جوامع تحت‌تأثیر آب و هوا هستند. او معتقد بود که آب و هوای گرمتر باعث ایجاد افراد گرم مزاج و آب و هوای سردتر مردم را سردمزاج می‌کند، درحالی‌که آب و هوای معتدل فرانسه برای سیستم‌های سیاسی ایده‌آل است. این نظریه احتمالاً تحت‌تأثیر احساسات مشابه بیان‌شده در ژرمنیا، نوشته قوم‌نگاری تاسیتوس، نویسنده‌ای که توسط مونتسکیو مورد مطالعه قرار گرفت، بوده‌است.
ولتر (۱۷۷۸–۱۶۹۴) با انتقاداتش از عقاید کلیسا و نهادهای فرانسوی، دفاع از آزادی‌های مدنی و حمایت از اصلاحات اجتماعی، روشن‌گری را تجسم بخشید. آزادی‌های مدنی که او برای آن مبارزه کرد، حق محاکمه آزاد و آزادی مذهب بود. او بیشتر به‌خاطر کلمات قصار و طنز لایب نیتس معروف به کاندید به یاد می‌آید، که داستان جوانی معتقد به خوش‌بینی لایب‌نیتس است و پس از یک سری سختی‌ها سرخورده می‌شود.
ژان ژاک روسو (۱۷۱۲–۱۷۷۸) خود را از علم‌گرایی مترقی عصر روشن‌گری با بیانات خود در گفتار در هنرها و علوم مبنی بر این‌که هنر و علم مفسده اخلاق انسانی هستند، متمایز کرد. همچنین او با نظریه خود مبنی بر این‌که انسان ذاتاً خوب است، اما توسط جامعه فاسد شده‌است، مناقشه‌ای ایجاد کرد، که این تضاد مستقیم با آموزه مسیحی گناه اولیه است. برخی از نظریه‌های او همچنان بحث‌برانگیز هستند، مانند ایده او به نام اراده همگانی، که هم به فاشیسم متهم شده، و هم به خاطر آرمان‌های سوسیالیستیاش مورد ستایش قرار گرفته‌است. اندیشه روسو به‌شدت بر انقلاب فرانسه تأثیر گذاشت، نقد او از مالکیت خصوصی پیشروی ایدئولوژی مارکسیسم تلقی شده‌است، و تصویر او تنها تصویری بود که خانه امانوئل کانت را زیبا کرد. او بسیار مورد تمجید انقلابیون فرانسوی قرار گرفت، به‌طوری که در سال ۱۷۹۴ بقایای او به پانتئون پاریس منتقل شد.
دنی دیدرو (۱۷۱۳–۱۷۸۴) یکی از همکاران کلیدی در ایجاد آنسیکلوپدی بود. آنسیکلوپدی مجموعه‌ای منظم از تمام اطلاعات هنرها و علوم، جنجال بزرگی را برانگیخت. دیدرو بارها توسط پلیس مورد آزار و اذیت قرار گرفت و حتی دستگیر شد. حزب کلیسایی از آنسیکلوپدی، که تهدیدی برای اشراف بود، بی‌زار بود، زیرا تؤکید می‌کرد که دولت باید مراقب آزادی مذهبی، آزادی اندیشه و ارزش علم و صنعت مردم باشد نه خودش. در پایان، کتابفروشی‌ها به‌دلیل ترس از مجازات شروع به حذف تمام مقالاتی کردند که بحث‌برانگیز بود.

## قرن نوزدهم

### آگوست کنت

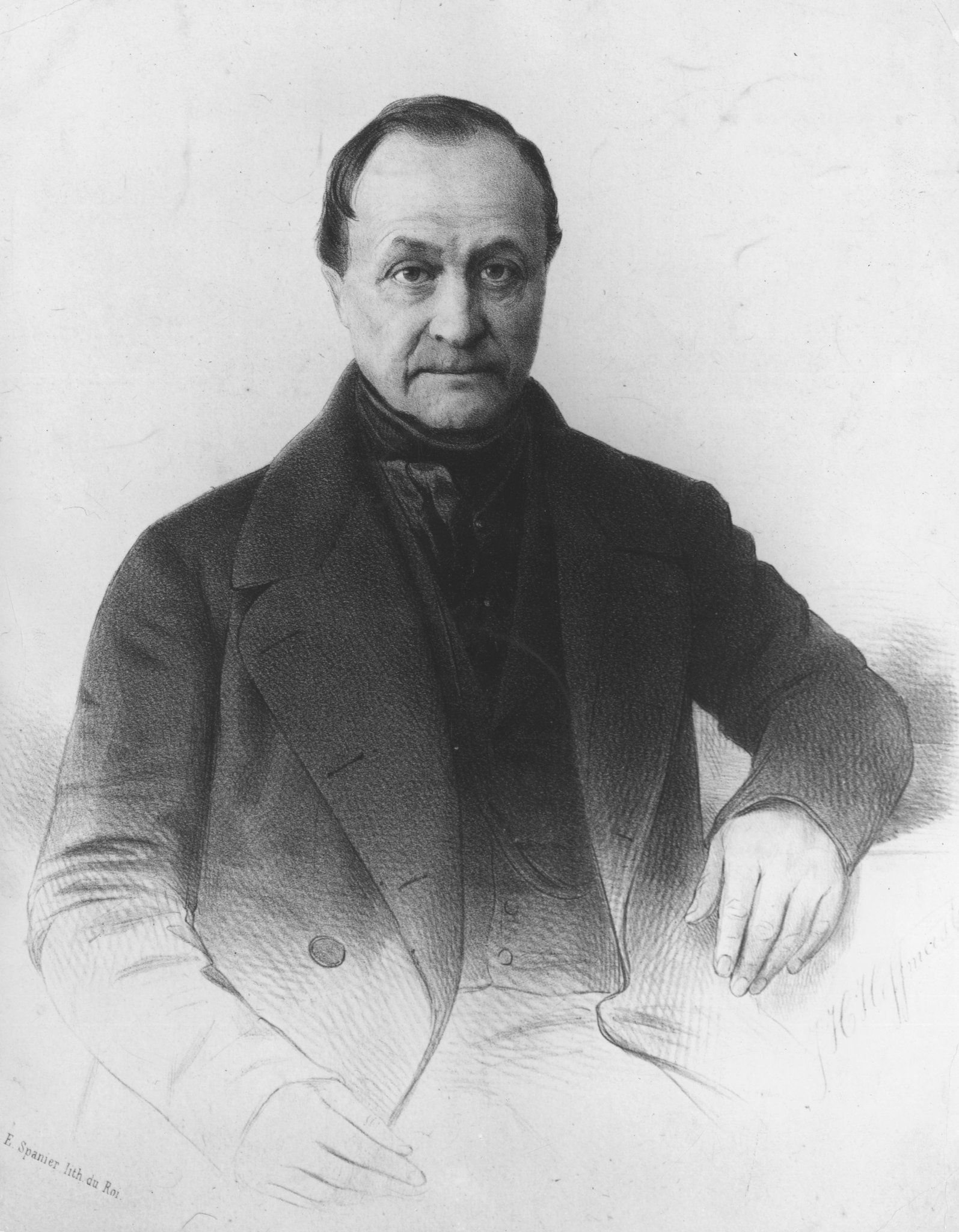
آگوست کنت بنیان‌گذار جامعه‌شناسی و پوزیتیویسم بود.

آگوست کنت (۱۷۹۸–۱۸۵۷) فیلسوفی بود که در مون‌پلیه متولد شد. او بنیان‌گذار رشته جامعه‌شناسی و دکترین پوزیتیویسم بود و شاید بتوان او را اولین فیلسوف علم به‌معنای امروزی این واژه دانست.
کنت به‌شدت تحت تأثیر سوسیالیست اتوپیایی، هانری سن سیمون، فلسفه پوزیتیویستی را در تلاشی برای اصلاح ناخوشی اجتماعی انقلاب فرانسه توسعه داد و خواستار پارادایم اجتماعی جدید مبتنی بر علوم شد. کنت گزارشی از تکامل اجتماعی-فرهنگی ارائه کرد و پیشنهاد کرد که جامعه در جستجوی حقیقت طبق یک قانون کلی سه‌مرحله‌ای، سه مرحله را طی می‌کند. مراحل کنت (۱) مرحله ربانی یا کلامی یا الهی، (۲) مرحله متافیزیکی یا مجرد و (۳) مرحله اثبات‌گرایی (پوزیتیویستی) یا علمی بود.
کنت تلاش کرد «دین بشریت» منسجمی را معرفی کند، و اگرچه تا حد زیادی ناموفق بود، اما در توسعه سازمان‌های مختلف انسان‌گرای سکولار در قرن نوزدهم تأثیرگذار بود. او همچنین اصطلاح «نوع دوستی» (altruism) را ایجاد و تعریف کرد.
کنت تأثیر قابل‌توجهی در تفکر قرن نوزدهم داشت و بر آثار متفکرانی مانند کارل مارکس و جان استوارت میل تأثیر گذاشت.

### فردینان دو سوسور

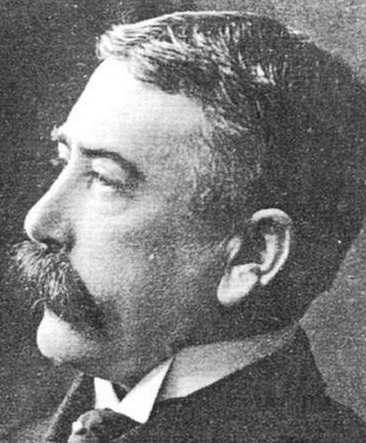
فردیناند دو سوسور زبان‌شناسی، نشانه‌شناسی و ساختارگرایی را پایه‌گذاری کرد.

فردینان دو سوسور (۱۸۵۷–۱۹۱۳) زبان‌شناس سوئیسی بود که سال‌ها در پاریس تدریس کرد. او با حرکت از مطالعه تاریخ تک‌تک کلمات و مقایسه زبان‌ها به مطالعه ساختارهای اساسی زبان، به تمایز زبان‌شناسی از فیلولوژی توجه داشت. آثار کوچک او، که بیشتر آن‌ها پس از مرگ منتشر شد، به پایه‌های زبان‌شناسی، نشانه‌شناسی و ساختارگرایی تبدیل شد، مکتب فلسفی مربوط به ساختارهای زیربنایی که جامعه، زبان و ذهن انسان را شکل م‌دهند، محدود می‌کنند و بر آن تأثیر می‌گذارند.
سوسور زبان را به دو بخش تقسیم کرد: زبان، که سیستم نشانه‌ها و قواعد متعلق به یک جامعه است، و قول، اعمال تک‌تک گفتاری در جامعه معین. سوسور این را به شطرنج و یک بازی شطرنج تشبیه کرد، زیرا قبل از این‌که هر کسی بتواند بازی کند، باید قوانین و ساختار بازی را بداند.
برای سوسور، واحد اساسی هر زبان کلمه یا نشانه است. او کلمه را مانند زبان به دو بخش جدایی‌ناپذیر تقسیم می‌کند: دال که تصویر صوتی است و مدلول که مفهوم مرتبط با دال است. سوسور بر خودسری این تداعی تأکید کرد و معتقد بود که هر دال می‌تواند به هر مدلولی اشاره کند. این‌که یک نشانه چگونه معنای خود را به‌دست می‌آورد به واسطه چیزی است که در زبان نیست، نه آنچه هست. به‌عنوان مثال، کلمه «سگ» به‌معنای سگ است، زیرا به معنای گربه، پرنده یا ذرت نیست.
به‌وضوح می‌توان دید که زبان برای سوسور بسیار دوگانه است. در واقع، او معتقد بود که انسان اساساً در دوگانگی می‌اندیشد. برای سوسور، روشی که می‌توان زبان را مطالعه کرد نیز دوگانه است. می‌توان آن را به‌صورت هم‌زمان، یعنی به‌عنوان یک سیستم کامل در یک لحظه یخ‌زده از زمان مطالعه کرد، یا می‌توان آن را به‌صورت دیاکرونیک مطالعه کرد، که بررسی تحول تاریخی آن است. می‌توان گفت که ساختارگرایان بر جنبه‌های هم‌زمان فرهنگ تمرکز کردند، درحالی‌که پساساختارگرایان، در واکنشی به ویژگی‌های دوگانه و جبرگرا، به تلاش برای استناد به یک منطقه خاکستری، بر جنبه‌های دیاکرونیک فرهنگ تمرکز کردند.

### آنری برگسون

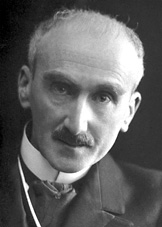
آنری برگسون نقش مهمی در شکل‌دادن به تفکر قرن بیستم ایفا کرد.

درحالی‌که فردینان دو سوسور در زمان خود متفکری مبهم بود، می‌توان گفت که آنری برگسون (۱۸۵۹–۱۹۴۱) نیز از افراد مشهور بود. فلسفه او هم برای دانشگاهیان و هم برای عموم مردم از آغاز پیدایش در سال ۱۸۸۹ تا مرگ برگسون در اوایل قرن بیستم جذابیت داشت. اگرچه تأثیر عمده‌ای بر ویلیام جیمز، آلفرد نورث وایتهد، ژان پل سارتر، امانوئل لویناس، موریس مرلوپونتی و مارسل پروست رمان‌نویس گذاشت، اما علاقه به آثار او پس از جنگ جهانی دوم به‌شدت کاهش یافت. در اواخر قرن بیستم، از طریق آثار برگسونی خودخوانده ژیل دلوز، علاقه به آثار آنری برگسون احیا شد.
تمام آثار آنری برگسون به نظریه زمان واقعی او که توسط خودآگاهی تجربه می‌شود، مربوط می‌شود. او این ایده را هنگام تلاش برای بهبود فلسفه تکاملی هربرت اسپنسر به‌وجود آورد و آن را به چرخاندن و باز کردن نخ تشبیه کرد تا حس انسان از فناپذیری و به‌دست آوردن مداوم حافظه جدید را نشان دهد. طیفی از هزاران سایه با جریانی از احساس که از میان آن‌ها می‌گذرد، آن‌ها را جمع‌آوری و حفظ می‌کند تا نشان دهد که چگونه همه لحظات ناهمگن هستند. و یک تکه الاستیک تا یک نقطه منقبض‌شده که سپس کشیده می‌شود و خطی را ایجاد می‌کند که به‌تدریج بلندتر و طولانی‌تر می‌شود تا نشان‌دهنده تحرک خالص و غیرقابل تقسیم باشد. این تصاویر ناکافی هستند و فقط می‌توانند ایده را به‌طور غیرمستقیم نشان دهند. اولی بیش از حد همگن است، دومی در کنار هم قرارگرفته و کامل است درحالی‌که زمان در حالت دائمی‌شدن است، و سومی ماهیت ناهمگون ایده را فراموش می‌کند. در واقع، برگسون معتقد است که این مورد برای هر تصویر دیگری از ایده‌ای که می‌توان تولید کرد یکسان است.
برگسون این ایده را دیمومت می‌نامد و آن را کیفی، نه کمی، توسعه‌نیافته، نه گسترش‌یافته، یک کثرت و در عین حال یک وحدت، متحرک و پیوسته در درون خود تعریف می‌کند. باید هشدار داد که برگسون معتقد است که مدت زمان را نمی‌توان با مفاهیم نیز نشان داد. برگسون ایجاد مفاهیم را تحلیل می‌نامد و معتقد است که هرگز نمی‌تواند مطلق را نشان دهد. او آن را به ساختن مدلی از یک شهر از مجموعه عکس‌های گرفته شده از هر زاویه و شعری که ترجمه می‌شود و تفسیر روی تفسیر می‌سازد، تشبیه می‌کند: مدل شهر هرگز نمی‌تواند احساس بودن در خود شهر و شهر را تکرار کند. ترجمه و تفسیر هرگز نمی‌تواند ارزش ابعادی ساده قدم زدن در خود شهر را بدهد. در واقع، نمادها همیشه بخشی از یک شی را که نشان می‌دهند از طریق تعمیم تحریف می‌کنند تا آن و هر قسمت دیگر اشیاء را که نشان می‌دهند دربر گیرند.
مدت‌زمان را فقط می‌توان از طریق شهود درک کرد، هم‌دردی‌ای که به‌وسیله آن، شخص به یک شیء منتقل می‌شود تا آنچه را که در آن منحصربه‌فرد و غیرقابل توصیف است را درک کند. شهود یک روش فلسفی کامل است که شامل قرار دادن خود در مدت‌زمان، و گسترش آن به یک ناهمگونی پیوسته، متمایز کردن انتهای درون آن برای ایجاد یک دوگانگی است، قبل از این‌که آن‌ها را در واقع یکی نشان دهد. مصداق آن خود دیمومت است که نه کثرت است و نه وحدت. اما بسته به این که شخص آن را از کدام دیدگاه بازآفرینی کند، یا آن را به‌صورت وحدت یا کثرت بازسازی می‌کند. از این رو کثرت‌گرایی جوهر و مونیسم جوهر در واقع دو بازنمایی از یک پدیده هستند.
هانری برگسون در سال ۱۹۲۷ جایزه نوبل ادبیات را «به‌دلیل قدردانی از ایده‌های غنی و حیات‌بخش و مهارت درخشانی که با آن‌ها ارائه کرده‌است» دریافت کرد.

## قرن بیستم
فلسفه فرانسه در قرن بیستم شاهد ظهور بسیاری از مکاتب فکری بود. فلسفه علم با پوانکاره، باشلار، کاوایه و ویلمین. پدیدارشناسی که در قالبی دکارتی و متأثر از اندیشه آلمانی، به‌ویژه پدیدارشناسی هوسرل و هایدگر ارائه شده‌است. پدیدارشناسی به‌طور پیوسته در سراسر قرن بیستم قابل توجه بود، درحالی‌که اگزیستانسیالیسم در سراسر غرب گسترش یافت و شهرت یافت، با ظهور ساختارگرایی، که صرفاً وسیله‌ای ضروری برای دسترسی به پساساختارگرایی تلقی شد، تا حدودی از بین رفت. تفکر پست مدرن در اواخر قرن ۲۰ تسلط یافت.

### فلسفه علم
فلسفه علم شاخه‌ای از فلسفه است که به مبانی، روش‌ها، و پیامدهای علم می‌پردازد. سؤالات اصلی این مطالعه مربوط به این است که چه چیزی به‌عنوان علم واجد شرایط است، پایایی نظریه‌های علمی، و هدف نهایی علم چیست. در فرانسه، فلسفه علم، که به‌عنوان معرفت‌شناسی تاریخی فرانسوی یا معرفت‌شناسی فرانسوی نیز شناخته می‌شود، یک مکتب فکری برجسته با هانری پوانکاره، امیل مایرسون، پی‌یر دوهم، لئون برونشویگ، گاستون باشلار، الکساندر کویره، ژان کاوایه، ژرژ کانگیلم، ژول ویلمین، میشل سر و ژان میشل برتلو بود.
آنری پوانکاره (۱۸۵۴–۱۹۱۲) دیدگاه‌های فلسفی مخالف دیدگاه‌های برتراند راسل و گوتلوب فرگه داشت که معتقد بودند ریاضیات شاخه‌ای از منطق است. پوانکاره به‌شدت مخالف بود و مدعی بود که شهود زندگی ریاضیات است. او در کتاب علم و فرضیه خود دیدگاه جالبی ارائه می‌دهد.
پی‌یر دوهم (۱۸۶۱–۱۹۱۶) تز دوئم -کواین را معرفی کرد که شکل اولیه‌ای از کل‌نگری تأییدی بود.
گاستون باشلار (۱۸۸۴–۱۹۶۲) مفاهیم مانع معرفتی و گسست معرفتی را معرفی کرد.
ژان کاوایه (۱۹۰۳–۱۹۴۴) در فلسفه علم در روش بدیهی، فرمالیسم، نظریه مجموعه‌ها و منطق ریاضی تخصص داشت.
ژول ویلمین (۱۹۲۰–۲۰۰۱) مفهوم فلسفه جبر را معرفی کرد و در فلسفه دانش تخصص داشت.

### پدیدارشناسی
پدیدارشناسی را می‌توان به‌عنوان روشی از فلسفه‌ورزی تعریف کرد که شامل تبیین‌های توصیفی از پدیده‌ها، آن‌گونه که به آگاهی داده می‌شود و نحوه اعطای آن به آگاهی است، که تلاش می‌کند از تبیین‌های تحمیلی اجتناب کند. در فرانسه، پدیدارشناسی یک دکارت‌گرایی رادیکال تلقی می‌شد که برای درک بهتر آگاهی متعالی، دوگانگی جوهری را رد می‌کرد. نقش عمده‌ای در اگزیستانسیالیسم و بسیاری از اندیشه‌های فلاسفه پست‌مدرن، مانند ژیل دلوز و ژاک دریدا داشت که در واقع کار خود را با مطالعه عمیق و انتقادی ادموند هوسرل آغاز کرد. امروزه پدیدارشناسی هنوز یک حوزه مهم تحقیقاتی در فرانسه است.
امانوئل لویناس (۱۹۰۶–۱۹۹۵) یکی از اولین کسانی بود که پدیدارشناسی را با ترجمه تأملات دکارتی ادموند هوسرل به فرانسه معرفی کرد. لویناس اخلاق را در فلسفه مقدم دانست و زمانی اعلام کرد که این اخلاق مقدم بر متافیزیک است و باید آن را اولین فلسفه دانست. او فلسفه اخلاقی مبتنی بر مفاهیم دیگری و چهره به چهره را توسعه داد که اخلاق را وارد پدیدارشناسی کرد، چیزی که از زمان مرگ ماکس شلر فراموش شده بود.
موریس مرلوپونتی (۱۹۰۸–۱۹۶۱) به مبانی ادراک توجه داشت. نظریه او دربارهٔ سوژه-بدن جایگزینی برای «می‌اندیشم پس هستم» رنه دکارت و دوگانه‌گرایی ذهن و بدن ارائه داد. بر خلاف تمایز روشن بین ذهن و جهان بیرونی، که در آن دومی جز بسط جهان اولی است، سوژه-بدن یک گزارش وجودی از سوژه پیش از انعکاس، ادراک سوژه و جهان است که به‌طور پیچیده‌ای در هم تنیده شده‌اند.
پل ریکور (۱۹۱۳–۲۰۰۵) یکی از اولین کسانی بود که پدیدارشناسی را به فرانسه معرفی کرد. او بیشتر به خاطر ترکیب توصیف پدیدارشناختی با هرمنوتیک معروف بود. او جایزه کیوتو در هنر و فلسفه را به‌دلیل «انقلابی کردن روش‌های پدیدارشناسی هرمنوتیک، گسترش مطالعه تفسیر متنی به‌گونه‌ای که حوزه‌های گسترده و در عین حال عینی اسطوره‌شناسی، تفسیر کتاب مقدس، روان‌کاوی، نظریه استعاره، و نظریه روایت را در بر می‌گیرد، دریافت کرد.

### اگزیستانسیالیسم
اگزیستانسیالیسم یک مکتب فکری برجسته در نیمه اول قرن بیستم بود. اگزیستانسیالیسم به وضعیت انسان می‌پردازد و موضوعاتی مانند هدف، آزادی و تجربه دیگری را بررسی می‌کند. می‌توان ریشه‌های آن را به فیلسوفانی مانند سورن کی‌یرکگور، فردریش نیچه و مارتین هایدگر و همچنین فلسفه حیات برگرداند. با اندیشه ژان پل سارتر پدیدارشناس فرانسوی شکوفا شد.
ژان پل سارتر (۱۹۰۵–۱۹۸۰) اگزیستانسیالیسم خود را این‌گونه تعریف می‌کند که همه نتایج را از یک خط ثابت از الحاد استخراج می‌کند. تز اصلی او این است که وجود بر ذات مقدم است. صنعت‌گر با یک شیء غیر مادی، مانند چاقو، جوهری مانند نان را برش می‌دهد و سپس شیئی تولید می‌کند که هدف آن تحقق ذات آن است. بدون خدا، هیچ صنعت‌گری وجود ندارد که جوهر انسان را به‌معنای غایت‌شناختی توسعه دهد؛ بنابراین انسان ابتدا آزاد به‌دنیا می‌آید، به دنیایی پرتاب می‌شود که مسئولیت اعمالش بر دوش اوست، سپس از طریق اعمالش جوهره نه تنها خود، بلکه جوهر آنچه را که معتقد است انسان باید باشد، تعریف می‌کند. انکار این مسئولیت از طریق بهانه، همان چیزی است که سارتر آن را بد باوری نامیده‌است. ژان پل سارتر سخن‌گوی یک نسل بود، اما نفوذ او با ظهور ساختارگرایی کاهش یافت.
آلبر کامو (۱۹۱۳–۱۹۶۰) لقب اگزیستانسیالیست را رد کرد و ترجیح داد او را پوچ‌گرا بنامند. در صفحات آغازین افسانه سیزیف، او آنچه را که به نظرش پرسش اساسی فلسفه است، بیان می‌کند: آیا خودکشی پاسخ صحیح به دنیای پوچ است؟ پاسخ کامو با تشبیه زندگی بی‌خدا به داستان سیزیف، جایی که او برای همیشه محکوم است که صخره‌ای را به بالای تپه‌ای ببرد و دوباره پایین بیاید، پاسخ کامو این است: «نه. این نیاز به شورش دارد. قلب یک مرد را پر کنید، باید سیزیف را خوشحال تصور کرد.
سیمون دو بووار (۱۹۰۸–۱۹۸۶) یک فمینیست اگزیستانسیال بود. بووار بر این باور بود که از طریق زنان بسیاری در هاله‌ای از رمز و راز دروغین، مرد او را به «دیگری» تبدیل کرده‌است. علاوه بر این، او اعلام کرد که زنان با این هاله تبدیل به کلیشه شده‌اند و مرد از آن بهانه‌ای برای درک نکردن و تسلط بر آن‌ها استفاده می‌کند. «دیگری» همیشه طبقه پایین است. اما بووار معتقد است که تز سارتر (یعنی وجود مقدم بر ذات) به همان اندازه که در مورد مردان صدق می‌کند، در مورد زنان نیز صدق می‌کند و زنان از طریق انتخاب‌ها و اعمال خود می‌توانند از این هاله فراتر رفته و طبقه فرودست بودن را رد کنند.

### فلسفه اخلاقی و سیاسی
سیمون وی (۱۹۰۹–۱۹۴۳) فیلسوف، عارف و فعال سیاسی فرانسوی بود که تأثیر زیادی بر فلسفه قرن بیستم از جمله تأثیرگذاری بر پاپ پل ششم داشت. ایده‌های برجسته او شامل تقلید (انصراف از موهبت اراده آزاد به‌عنوان شکلی از پذیرش هر چیزی است که مستقل از خواسته‌های خاص فرد است؛ تبدیل کردن «چیزی خلق‌شده به مخلوق»)، ریشه‌کن کردن، میهن‌پرستی از شفقت، لغو سیاست‌های سیاسی. احزاب، خصلت ناعادلانه مصیبت.

### ساختارگرایی
همان‌طور که قبلاً ذکر شد، ساختارگرایی فرانسوی اساساً به ساختارهای زیربنایی می‌پردازد که جامعه، زبان و ذهن انسان را شکل می‌دهند، محدود می‌کنند و بر آن تأثیر می‌گذارند. ریشه در اندیشه فردیناند دو سوسور که به زبان‌شناسی می‌پرداخت. به‌زودی ساختارگرایی در انسان‌شناسی، علوم اجتماعی و روان‌شناسی به‌کار گرفته شد. ساختارگرایی پس از جنگ جهانی دوم نقش عمده‌ای در اندیشه روشن‌فکری ایفا کرد، جایی که مفاهیم وجودی آزادی برای ایده انسان را که توسط ساختارهای موجود در اندیشه متفکرانی مانند کلود لوی-استروس و ژاک لاکان تعیین شده بود، رد کرد. در پایان قرن، نه برای خودش، بلکه برای مکاتب فکری که تولید کرد، مانند پساساختارگرایی و ساختارشکنی، مهم تلقی شد.
کلود لوی-استروس (۱۹۰۸–۲۰۰۹) ساختارگرایی سوسور را در انسان‌شناسی به‌ویژه در موضوع ازدواج میان قبایل به کار برد.
رولان بارت (۱۹۱۵–۱۹۸۰) منتقد ادبی و نشانه‌شناسی بود که اندیشه سوسور را در نظریه ادبی به کار برد. در اساطیر، بارت مقالات، تبلیغات، فیلم‌ها و غیره را بررسی کرد تا تبلیغات عمیق بورژوازی را که در درون وجود دارد را نشان دهد. او این اسطوره‌ها را نشانه‌های درجه دوم توصیف کرد. شکل خاصی از بطری‌های سبز نشان‌دهنده شراب قرمز است. سپس بورژواها دال دومی را به این دال اختصاص می‌دهند، یعنی شرابی آرام‌بخش، سالم و قوی، چه برای فروش محصولات یا حفظ وضع موجود.
ژاک لاکان (۱۹۰۱–۱۹۸۱) روان‌کاوی بود که در پی توضیح ذهن بر حسب ساختارها بود، هم به‌منظور تصحیح خطاهای درک‌شده در اندیشه فروید و هم اشتباهات در تفسیر بعدی فروید از طریق نظریات سوسور، اشتراوس و بارت. لاکان همچنین تحت‌تأثیر فیلسوفان آلمانی هگل و مارتین هایدگر از طریق سخنرانی‌های الکساندر کوژو در مورد پدیدارشناسی روح هگل قرار گرفت.
لوئی آلتوسر (۱۹۱۸–۱۹۹۰) و همکارانش، به‌ویژه اتین بالیبار، مارکسیسم را با استفاده از بینش‌های ساختارگرایی، علیه گرایش به‌اصطلاح «انسان‌گرا» در مارکسیسم غربی، دوباره کار کردند. آلتوسر یک خوانش جدید تأثیرگذار از کار مارکس ارائه کرد و یک «گسست معرفت‌شناختی» بین مارکس جوان، هگل و سرمایه مارکس را توصیف کرد. آلتوسر با تمرکز بر سطح اقتصادی و تئوری، با مورخان اجتماعی مانند تامپسون درگیر شد.

### پساساختارگرایی و پست‌مدرنیسم

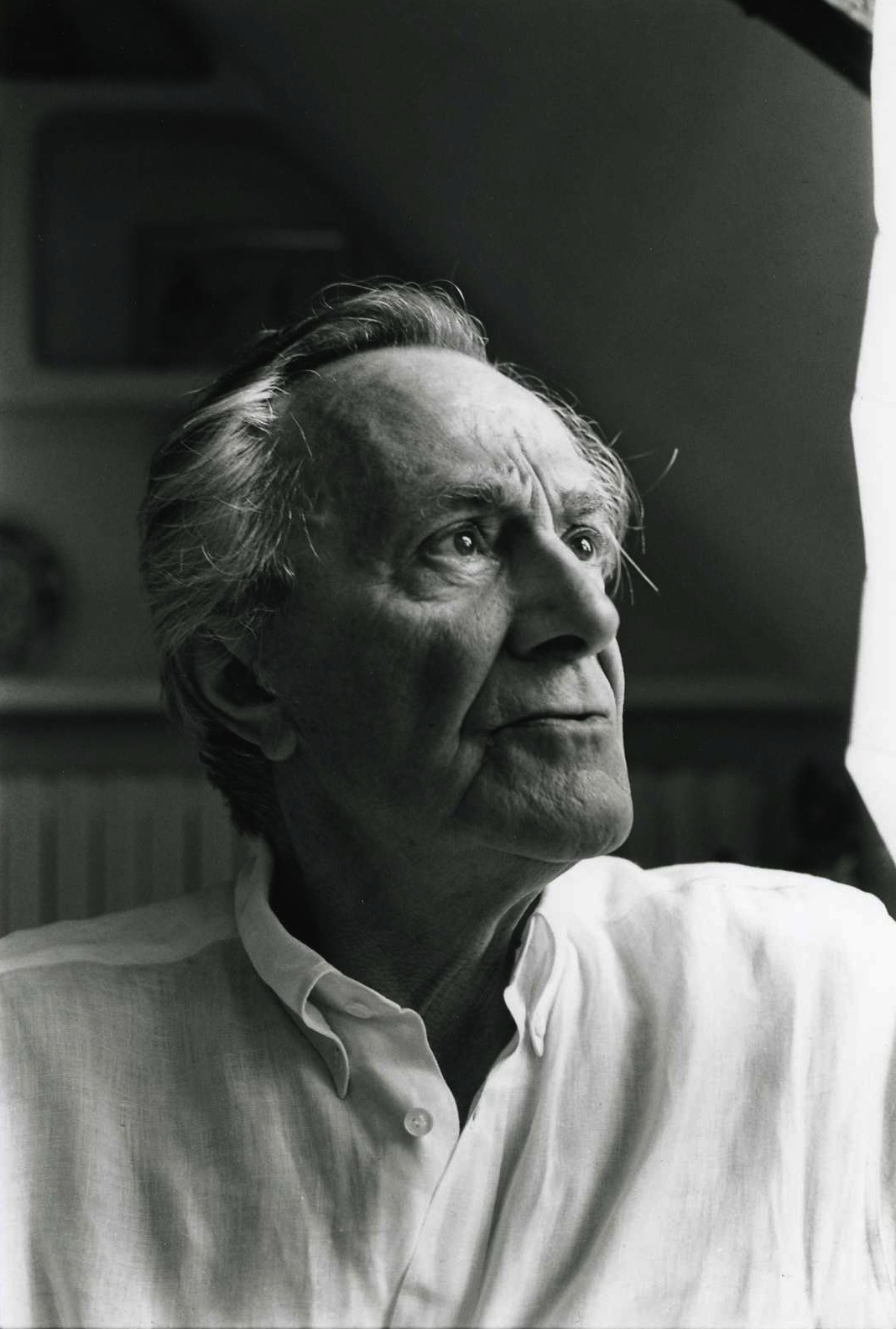
ژان-فرانسوا لیوتار پسامدرنیسم را ناباوری نسبت به فراروایت‌ها تعریف کرد. عکس براچا ال. اتینگر، ۱۹۹۵.

نیمه دوم قرن بیستم شاهد ظهور فلسفه پسامدرن به ویژه در فرانسه بود. تعریف این اصطلاح نسبتاً سخت است. در واقع، برخی معتقدند که این چیزی نیست جز توهینی که به گروهی از فیلسوفان متفاوت که به اشتباه با هم گروه‌بندی شده‌اند اعمال می‌شود. با این حال، می‌توان آن را نقد تفکر سنتی غربی، به‌ویژه دوگانگی‌ها و اعتقاد به پیشرفت، تحت تأثیر ساختارگرایی، پدیدارشناسی و اگزیستانسیالیسم دانست.
ژان فرانسوا لیوتار (۱۹۲۴–۱۹۹۸) پست‌مدرنیسم را شک و تردید نسبت به فراروایت‌ها تعریف کرد. فراروایت نوعی داستان بزرگ است که همه چیز را در بر می‌گیرد؛ و ادعا می‌کند که پیش‌بینی می‌کند. یک نمونه‌اش مارکسیسم است که کمونیسم را به‌عنوان سنتز تاریخی اجتناب‌ناپذیر پرولتاریا و سرمایه‌دار تقسیم طبقاتی سرمایه‌داری مدرن توضیح می‌دهد. لیوتار فراروایت را ویژگی اساسی مدرنیته می‌دانست. از این رو، شرایط پست‌مدرن جایگزینی فراروایت‌ها با کثرت خرده‌روایت‌ها، یا به‌قولی که لیوتار به آن‌ها داده‌است، بازی‌های زبانی است. لیوتار معتقد بود که این بازی‌های زبانی فاقد هرگونه ساختار فراگیر هستند، اما با پیشرفت‌های تکنولوژیک در زمینه‌هایی مانند ارتباطات و رسانه‌های جمعی که فراروایت‌ها را غیرقابل دفاع می‌کنند، به وجود آمده‌اند.
میشل فوکو (۱۹۲۶–۱۹۸۴) تردیدی مشابه در مورد مطلق‌ها، مانند درست و غلط، عاقل و دیوانه، و طبیعت انسانی داشت. روش او این بود که چنین مفاهیمی را انکار نکرد، بلکه آن‌ها را تاریخی کرد و آنچه را که به‌نظر ممکن است را بررسی کرد و روابط بین دانش و سیاست، قدرت و دانش را نشان داد. زمینه‌های اصلی تحقیقات او روان‌پزشکی، پزشکی و مؤسسات انتظامی بود. فوکو در کاوش‌های تاریخی خود ضد هگل و ضد غایت‌شناسی بود. او از طریق بررسی‌های روان‌پزشکی خود در تاریخ جنون، نشان داد که پیشرفت روان‌پزشکی پیشرفت آشکاری نسبت به درمان‌های قبلی دیوانگان نبوده و علاوه بر این، بی‌طرفی علمی ظاهری درمان‌های روان‌پزشکی این واقعیت را پنهان می‌کند که آن‌ها نوعی کنترل سرپیچی از جامعه بورژوایی هستند.
ژاک دریدا (۱۹۳۰–۲۰۰۴) ساختارشکنی را به‌عنوان پاسخی به ساختارگرایی توسعه داد. ساختارشکنی یک متن را می‌گیرد، تقابل‌های دوتایی درون آن را از چندین دیدگاه تفسیری مختلف بررسی می‌کند، و سپس تلاش می‌کند تا نشان دهد که آن‌ها به یکدیگر وابسته، ناپایدار، مبهم و از نظر تاریخی و فرهنگی تعریف‌شده هستند. از طریق نمایش سیال بودن دوگانگی‌ها، ساختارشکنی سیال بودن متن را نشان می‌دهد. دریدا معتقد بود که هیچ معنایی پایدار نیست، حتی دوگانگی‌هایی که فیلسوفان کلاسیک بدیهی می‌پنداشتند. از طریق یک منطق درونی، متن خود را واسازی می‌کند و از این رو تفسیرهای بسیار بدیع را امکان‌پذیر می‌کند.
ژان بودریار (۱۹۲۹–۲۰۰۷) نگران کتمان این واقعیت بود که هیچ حقیقتی در یک زمینه معین وجود ندارد. او این پنهان‌سازی را مانسته نامید. مثالی که او می‌آورد، داستان امپراتوری بورخس است که نقشه‌ای درست می‌کند که آن‌قدر دقیق بود که تمام شهری را که نقشه‌برداری کرده بود، دربرداشت. زمانی که امپراتوری رشد کرد، نقشه رشد کرد و زمانی که امپراتوری از بین رفت، از بین رفت. وقتی امپراتوری نابود شد، تنها شیء باقی‌مانده نقشه بود. برای بودریار، مردم در نقشه زندگی می‌کنند و از این رو واقعیت به‌دلیل استفاده نادرست از بین می‌رود. در نهایت، تفاوت بین واقعیت و توهم برای آگاهی غیرقابل تشخیص می‌شود. بودریار این را واقعیت حاد نامید. نمونه‌ای از آن واقعیت تلویزیون است، که وابسته به تماشاگر است که آن را در آغوش می‌گیرد تا این توهم را ایجاد کند که واقعیت را منعکس می‌کند.
ژیل دلوز (۱۹۲۵–۱۹۹۵) فلسفه‌ای از تفاوت را توسعه داد که برای شبیه‌سازی بالاتر از ایده و نسخه آن ارزش قائل بود، که وارونگی روش افلاطون است، که ایده و کپی آن را بسیار محترم می‌شمرد و مانسته را نادیده می‌گرفت. او تفاوت را مقدم بر هویت می‌دانست و عقل را نه فراگیر، بلکه پناهگاهی کوچک در طول مدت تفاوت در خود می‌دید. او آن را به مسیحیت تشبیه کرد، جایی که اگر گناه اصلی و لقاح پاک را بپذیرید، همه چیز منطقی است. دلوز همچنین دیدگاهی ساخت‌گرایانه از فلسفه به‌عنوان کار توسعه مفاهیم ایجاد کرد، درست مانند کار شاعر تولید شعر و نقاشی یک نقاش. به این دلایل، دلوز روشی خاص برای خواندن و مطالعه فیلسوفان دیگر ایجاد کرد که زمانی از آن به‌عنوان کاوشگر یاد می‌کرد. او از آن‌ها به عنوان پله‌هایی برای خلق مفاهیم جدیدی استفاده می‌کند که به نظر می‌رسد متعلق به فیلسوفی است که او می‌خواند، اما کاملاً متفاوت است. نمونه‌اش اسپینوزا است که دلوز او را تجربه‌گرا خواند.
هلن سیکسوس (متولد ۱۹۳۷) تفسیری فمینیستی از پساساختارگرایی را تحت‌تأثیر دریدا توسعه داد. او استدلال می‌کرد که فرهنگ‌های مردسالار، سلطه مردان را در زبان و قانون ادبی خود ایجاد می‌کنند و انقلاب فمینیستی باید این را توضیح دهد. او از نویسندگان زن خواست تا روش‌های ساختارشکنی را اتخاذ کنند و دیدگاه خود را از زندگی به‌عنوان یک زن پیش ببرند.